# 이원준 (1937년)
이원준(李源俊, 1937년 ~ 2018년 8월 2일)은 대한민국의 대학 교수, 경제학자, 도시계획학자, 부동산학자이다. 건국대학교 교수, 강원대학교 교수, 건국대 정치대학원, 행정대학원, 국제대학원 원장, 정치대학 학장 등으로 활동했다. 1978년 공군대학 교수로도 재직했다. 그밖에 건국대 부동산연구소 소장, 한국부동산학회 회장과 명예학회장 등을 역임했고, 한국중재학회의 회원. 한국지식재단 고문이었다.

## 경력
- 공군대학 교수부 부교수
- 건국대학교 교수
- 강원대학교 토지행정학과 교수
- 건국대학교 부동산학과 교수
- 건국대학교 행정대학원 교수
- 1970년 1월 ~ 한국부동산학회 회원
- 1972년 ~ 1981년 한국부동산학회 연구이사
- 1978년 건국대학교 부동산학과 교수[3][4]
- 1978년[5] ~ 건국대학교 행정대학원 교수
- 1978년 공군대학 교수부 교수[6]
- 1978년 한국부동산개발연구소 강사[7]
- 건국대학교 행정대학원 부동산학과 과장
- 건국대학교 정치대학원 원장
- 건국대학교 행정대학원 원장
- 건국대 국제대학원 원장
- 한국지식재단 고문
- 1980년 1월 ~ 1999년 1월 한국부동산학회 회장[8]
- 한국부동산정책평가교수협의회 의장
- 공인중개사 시험위원, 감정평가사 시험위원, 공경매사 시험위원, 재산관리사 시험위원
- 1994년 1월 건국대학교 부동산정책연구소 설립 지원, 김재덕 교수, 한국부동산학회 등과 함께 참여[8]
- 1994년 9월 ~ 2002년 2월 건국대학교 부동산정책 연구소(건국대 부동산·도시연구원) 제2대 소장
- 1996년 6월 28일 ~ 건국대학교 행정대학원 원장[9][10]
- 1996년 11월 13일[11] ~ 1998년 1월 제29대 전국 대학교 행정대학원장협의회장
- 1996년 12월 1일[12] ~ 전국부동산컨설팅학회 회장
- 한국부동산학회 명예학회장
- 한국부동산학회 학술회의 학술위원 겸 연구위원[13]
- 2000년 3월 2일 건국대학교 국제대학원 원장 겸 정치대학 학장[14]
- 2000년 11월 13일 건국대학교 부동산대학원설립준비위원회 위원장[15]
- 2000년 12월 19일 한국감정평가사 협회 명예회원[16]
- 2001년 3월 1일 ~ 2002년 2월 28일 건국대학교 부동산대학원 초대 원장
- 건국대학교 부동산대학원 교수 겸 부동산학과 교수
- 건국대학교 부동산학과 명예교수
- 웰빙부동산투자컨설팅연구원 원장[17]
- 한국중재학회 회원
- 2014년 한국부동산학회 부동산외국법제 분과위원장[18]
- 2018년 8월 2일 서울 강동구 둔촌동 서울중앙보훈병원에서 별세
- 묘소는 경기도 파주시 탄현면 금승리 산 66-2번지, 천주교 청파동평화묘원에 있다.

## 학력
- 건국대학교 정치대학 정치외교학과 졸업(학사)
- 건국대학교 행정대학원 부동산학 석사
- 중앙대학교 대학원 지역사회개발 박사과정 수료(지역개발경제 전공)
- 중앙대학교 대학원 경제학 박사
- 경제학 박사(부동산학)
- 사우스베일러대학 부동산경영학 명예박사

## 저서
- 財産管理論 (三一閣, 1975)
- 국유재산관리요론 (기공사, 1978)
- 부동산 경영관리 (대광문화사, 1979)
- 부동산행정법규론 (기공사, 1981)
- 부동산중개업법령 및 중개실무 (범논사, 1984), 박기원 공저
- 토지이용공간개발론 (범론사, 1988)
- 국유재산관리론 (기공사,1992)
- 부동산경영관리론 (범론사, 1992)
- 부동산 등기, 지적공시론 (범론사, 1995), 공저
- 부동산학 개론 (경록, 2007), 김근전 외 공저
- 2018 주택관리사 출제예상문제 2차 5 공동주택관리실무 (경록, 2018),  이창석, 홍길성, 김준, 정상철 외 공저
- 2018 공인중개사 1차 단기완성 (경록, 2018), 최용규, 이창석, 김근전, 정재호 외 공저
- 2022 경록 공인중개사 기본서 1차세트 [ 전2권 ] (경록, 2022),  박준석, 이기우, 정재근, 조정환 외 공저
- 공인중개사 1차 민법 및 민사특별법 (경록, 2009)
- 공인중개사 2차 공인중개사법·중개실무 (경록, 2009)

## 가족 관계
- 부인 : 천정순
  - 장남 : 이종근, 대학 교수
  - 차남 : 이경근, 대학 교수

## 관련 자료
- 국내1세대 부동산학자/이원준 건국대행정대학원장(부동산가 사람들) 서울경제 1997.11.27일자
- [사람 사람들] 이원준 건국대 행정대학원장 동아일보 1996-11-13일자
- '컨설팅 전문가 없다'이원준 건대교수 조사 매일경제 1998.07.23.
- (인물동정) 이원준(건대대학원장)/장철희(한국관광협회장) 한국경제 1995년 11월 30일자
- [인터뷰] 이원준 건국대 교수 매일경제 2000-09-13
- 새해 하반기부터 부동산경기 풀릴 듯 부동산신문 2004.12.28.
- 이원준교수·박기원씨 중개실무이논 책펴내 매일경제 1984.12.25.
- (인물동정) 김광식(전한양공대학장)/이원준(부동산학회장) 한국경제 1995년 2월 23일자
- [부음] 이원준(전 건국대 부동산대학원장)씨 별세 이데일리 2018.08.03